# CyberBunker

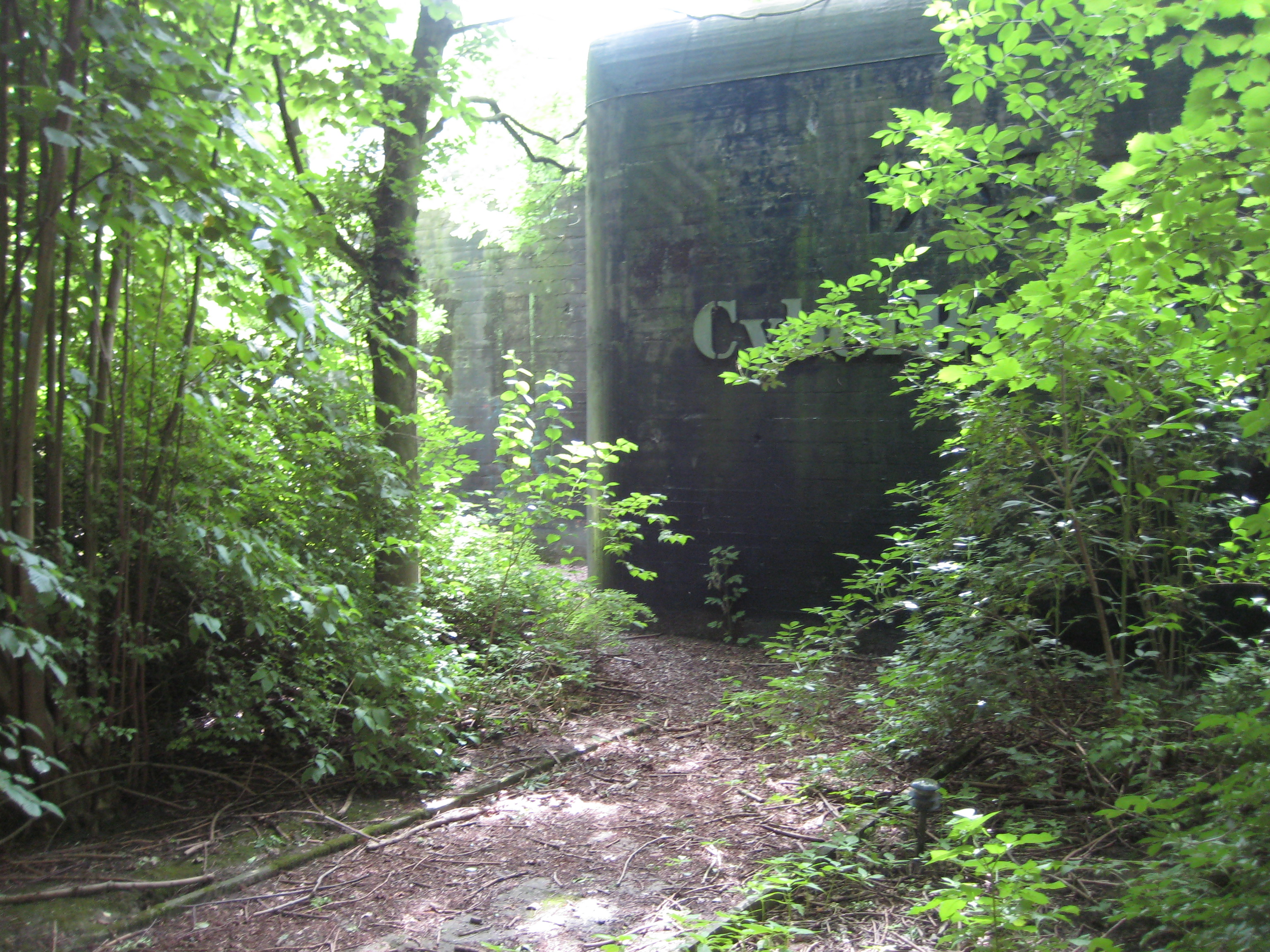
Entrada al búnquer de CyberBunker

CyberBunker era un proveïdor d' Internet localitzat als Països Baixos i Alemanya que, segons la seva pàgina web, allotjava "els serveis de qualsevol lloc web", a excepció de pornografia infantil i activitats relacionades amb el terrorisme. L'empresa va operar primer en un antic búnquer de l'OTAN a Holanda i, més tard en un altre búnquer anterior a Traben-Trarbach, Alemanya.
Cyberbunker va actuar, entre d'altres, com a servidor per a The Pirate Bay o WikiLeaks. També ha estat acusat de donar servei a serveis de correu brossa, botnets, llocs de programari maliciós i enganys en línia. El març de l'any 2013 va rebre atenció mediàtica degut a que va rebre un atac de denegació de servei a gran escala, dut a terme per Spamhaus i el Departament de Defensa dels Estats Units.
El setembre de l'any 2019, la policia alemanya va dur a terme una operació dins el seu búnquer de Traben-Trarbach i en va tancar l'activitat.

## Història

### Búnquer holandès
L'any 1995, Herman-Johan Verwoert-Derksen va comprar un bunquer prop de la petita ciutat neerlandesa de Kloetinge. La instal·lació, construïda l'any 1955 i d'uns 1800 metres quadrats, havia estat anteriorment utilitzada per l'OTAN. Originalment, havia estat un Centre de Comandament Militar de l'exèrcit neerlandès i va ser construït per a suportar un atac nuclear. Fou abandonat per l'exèrcit l'any 1994.
Amb l'ajuda d'altres col·laboradors, Verwoert-Derksen va formar l'empresa Cyberbunker dins del búnquer, per oferir "allotjament a prova de bales" de llocs de web. La majoria de clients durant els anys 90 eren llocs de pornografia.
L'any 2002, un incendi es va iniciar a les instal·lacions. Després d'apagar el foc, es va descobrir que, a més dels serveis d'allotjament web, hi havia un laboratori de MDMA dins el búnquer. Quatre homes van ser detinguts amb relació a aquest fet i, a resultes d'això, la ciutat va rebutjar a l'empresa la llicència d'activitats, amb el qual els servidors van haver de ser allotjats a instal·lacions sobre terra a diferents localitats, entre elles Amsterdam.
El 29 de març de 2013, l'empresa d'emmagatzematge segur de dades BunkerInfra va emetre una nota de premsa en què declarava haver estat els propietaris del búnquer de Kloetinge des de l'any 2010, i que CyberBunker no havien estat operant dins el búnquer des del foc de l'any 2002. Businessweek va informar que l'empresa havia assegurat trobar un búnquer "ple de porqueria" quan el van adquirir, i Guido Blaauw, el seu director general, va declarar que tot el material publicitari de CyberBunker era "tot Photoshop".

### The Pirate Bay
L'octubre de l'any 2009, l'agregador de BitTorrent The Pirate Bay va abandonar Suècia després d'una operació anti-pirateria contra ells. Va moure el seu allotjament a CyberBunker fins que, l'any 2010, un tribunal del districte d'Hamburg va resoldre que CyberBunker no podia seguir allotjant The Pirate Bay, amb penes de 250.000 € o fins a 2 anys de presó per cada infringiment

### Spamhaus
el març del 2013, Spamhaus va afegir CyberBunker a la seva llista negra. Poc després, un atac de denegació distribuïda de servei (DDoS per les seves sigles en anglès) d'una escala mai vista (fins a 300 Gbit/s, mentre el més gran fins aleshores havia estat de només 100 Gbit/s) va ser llançat contra el servidor web i de correu electrònic d'Spamhaus Steve Linford, executiu en cap d' Spamhaus, va assegurar que havien evitat l'atac. Altres empreses, com Google, van prestar ajuda per tal de redirigir el trànsit. L'atac va ser investigat per cinc agències de policia del món. Segons Spamhaus, Cyberbunker, en cooperació amb "bandes criminals" de Rússia i Europa Oriental, estava darrere de l'atac; Cyberbunker no va respondre a la petició de la BBC en referència a aquests fets.
Cloudflare, una empresa de seguretat d' Internet amb seu a San Francisco, Califòrnia que va ajudar Spamhaus a combatre l'atac DDoS també va rebre un atac. El 28 de març de 2013, la pàgina de CyberBunker va estar fore de línia durant un breu espai de temps, possiblement esdevenint una víctima d'un atac DDoS ells mateixos.

### Segon búnquer: Traben-Trarbach
L'any 2013, la companyia va comprar el seu segon búnquer, a Traben-Trarbach, Alemanya. L'any 2015, la policia alemanya va rebre permís per a fer un seguiment de les possibles activitats delictives dins aquest nou espai. En aquesta època, alguns clients de l'empresa són acusats d'allotjar mercats del web fosc com ara Wall Street Market, Cannabis Road i Flugsvamp, així com Fraudsters, un fòrum per intercanviar fàrmacs il·legals, falsificació de bitllets i de documents d'identitat.
El setembre de l'any 2019, 600 agents de la policia alemanya va assaltar el búnquer. Set persones van ser arrestades en la incursió. La policia més tard assegurà que el búnquer havia estat la base d'operacions d'un atac DDoS contra Deutsche Telekom l'any 2016.